# Achim Neumann
Pour les articles homonymes, voir Neumann.
Achim Neumann, appelé Joachim Neumann, né en 1939 à Berlin-Friedrichshain en République démocratique allemande (RDA), est un ingénieur de génie civil et une personne qui a aidé à l'évasion de citoyens de la RDA.

## Biographie
Achim Neumann, avec ses amis Reinhard Furrer, Hubert Hohlbein et Christian Zobel, fait partie d'un groupe d'étudiants dirigé par Wolfgang Fuchs, ayant fui la République démocratique allemande (RDA). D'avril à octobre 1964, le groupe creuse un tunnel vers Berlin-Est depuis une boulangerie louée au 97 de la Bernauer Straße, plus tard rebaptisé tunnel 57. Entre le 3 et le 4 octobre 1964, 57 personnes rejoignent Berlin-Ouest par ce tunnel.
En tant que spécialiste du génie civil, il établit les plans de 60 tunnels ; son plus grand projet est le tunnel sous la Manche pour lequel il consacre dix ans de sa vie,.

## Distinctions et hommage
Le 29 octobre 2012, il est décoré de la croix du Mérite de la République fédérale d'Allemagne.
En 2025, la société Getlink, qui gère le tunnel sous la Manche, lui rend hommage en apposant une plaque, avec l'empreinte de ses deux mains, au siège d'Eurotunnel en France, et une deuxième dans l’entrée du tunnel de service côté Anglais.